# Juharlevelű lángfa

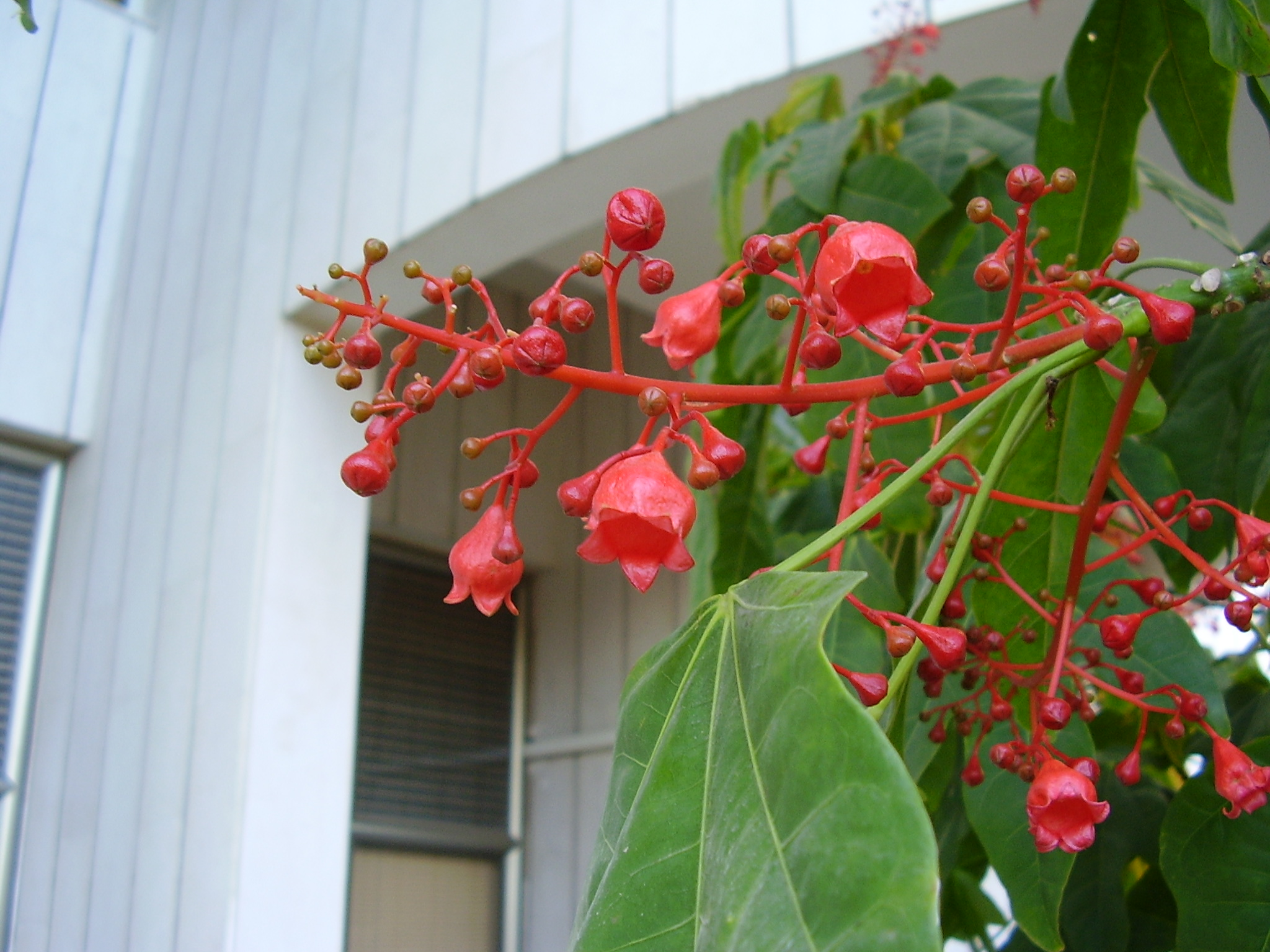
Juharlevelű lángfa virágzata

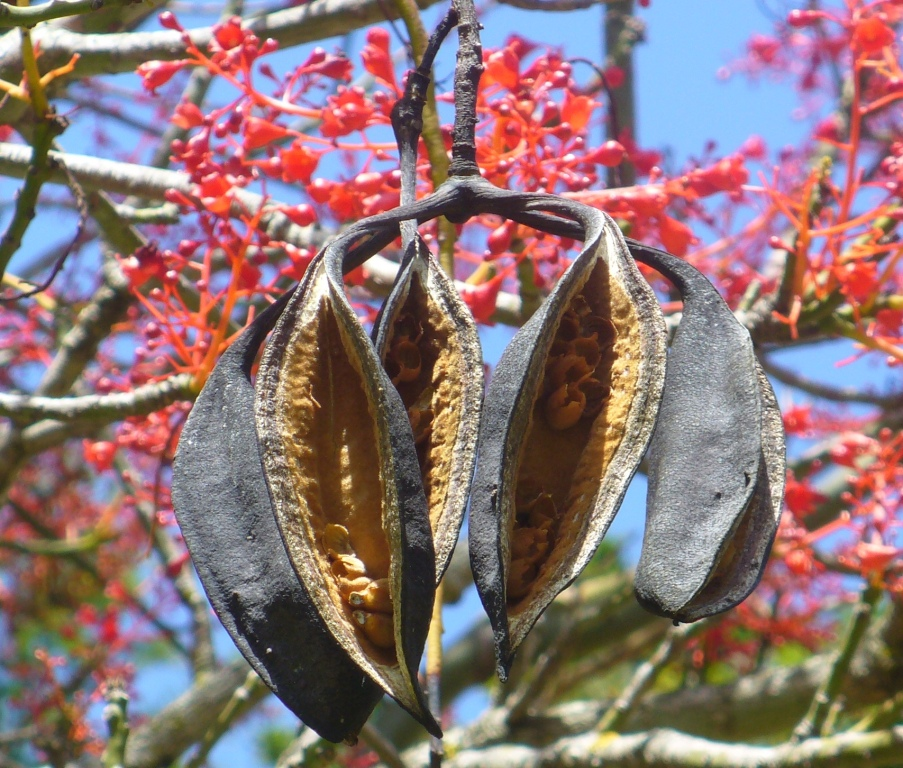
Juharlevelű lángfa termése

A juharlevelű lángfa (Brachychiton acerifolius), más néven ausztrál palacktörzsű lángfa (Brachychiton acerifolium) a mályvavirágúak (Malvales) rendjében a Sterculioideae alcsalád lángfa nemzetségének egyik faja. Nem tévesztendő össze a pillangósvirágúak (Fabaceae) családjához tartozó, és időnként ugyancsak lángfának nevezett tűzvirágfával (Delonix regia).

## Származása, élőhelye
Ausztrália Új-Dél-Wales államának Shoalhaven megyéjében, a Cape York félsziget esőerdőjéből származik, de legnagyobb természetes állománya az Illiwara hátság ennél szárazabb lejtőin él. Dísznövényként a világ számos trópusi, illetve szubtrópusi éghajlatú területére betelepítették, így Madeirára, Dél-Afrikába és Izraelbe is. Madeirán a sziget déli partvidékén (legfeljebb 200 m magasan, kertekbe és utak mellé ültetik, Dél-Afrikában főként parkokba.

## Megjelenése, felépítése
Eredeti termőhelyén 10 m-nél magasabbra nő. Az idősebb példányok törzse palackosan megvastagodik. Fája rendkívül könnyű és puha: ha az idősebb törzseket megkopogtatjuk, úgy konganak, mintha üregesek lennének.
Nevét fényes, viaszos, juharszerű, 3–5 nyelvre szétágazó leveleiről kapta.
Egylaki; külön porzós és külön termős virágokkal. Az apró, harang alakú, skarlátvörös virágok hosszan lecsüngő fürtökben,  tömegesen nyílnak; valósággal elborítják a fát.
Termése hosszúkás tüsző.

## Életmódja
Kevéssé igényes; szinte bármilyen talajon megél. Virágai még a lombosodás előtt kinyílnak. Ezután még sokáig (áprilistól szeptemberig) virágzik.

## Felhasználása
Díszfának ültetik. Bonszainak is nevelhető. Mérsékelten fagytűrő, ezért a mediterrán vidékeken is megél.
Levelei nagyobb mennyiségben etetve megmérgezik a birkákat és kecskéket — a toxin egyelőre (2010-ben) ismeretlen. A termések mérgezőbbek, mint a levelek.
Könnyűsége és puhasága miatt mentőöveket készítenek bele, illetve hajómakettekben a balsafát helyettesítik vele.
Az őslakosok fertőzések kezelésére használták leveleit. Egy 2020-as tanulmány igazolta a levél- és virágkivonat szélesspektrumú antibakteriális hatását.